# Aleksandar I., papa
Aleksandar I., papa od oko 106. do oko 115.

## Kronologija
Irenej Lionski, krajem 2. stoljeća, označava ga kao petog papu nakon apostola. Njegov pontifikat povjesničari različito datiraju, tako da se kao vrijeme njegova pontifikata označuju razdoblja 106. – 115. (Duchesne) ili 109. – 116. (Lightfoot). U kršćanskoj starini obično se držalo da mu je pontifikat trajao deset godina (Euzebije Cezarejski, Historia Ecclesiastica IV, i), a nalazi se i na Hegezipovu popisu rimskih biskupa (usp. Euzebije, IV, xxii 3) prije smrti pape Eleuterija (189.)

## Životopis
Prema jednoj predaji rimske Crkve koja seže do 5. stoljeća, a nalazi se u zbirci Liber pontificalis, rodom je bio Rimljanin, a svoju je službu obavljao u doba cara Trajana (98. – 117.) Ista predaja potvrđuje da je podnio mučeništvo odrubljivanjem glave na Viji Nomentani u Rimu, 3. svibnja.
Kad je izabran za papu vjerojatno je imao manje od trideset godina, te je bio prvi papa kojega nije odredio njegov prethodnik, nego su ga izabrali biskupi koji su se nalazili u Rimu, na temelju uputa što su im ih dali prezbiteri i đakoni toga grada.
Pripisuje mu se da je u Rimski kanon unio dio Qui pridie, to jest riječi ustanove Euharistije. Drži se da je uveo i blagoslov vodom i solju kršćanskih domova kako bi ih se zaštitilo od zla (constituit aquam sparsionis cum sale benedici in habitaculis hominum - "ustanovi škropljenje vodom i solju za blagoslov ljudskih nastambi").
Aleksandar je bio papa u doba najvećeg uspona Rimskog Carstva, kad su se često ponavljali progoni kršćana. Bilo je to osobito teško razdoblje za Crkvu. Za njegova pontifikata odvijalo se (oko 112.) poznato dopisivanje između Plinija Mlađeg, upravitelja Bitinije, i cara Trajana povodom anonimnih objeda protiv kršćana:
Trajan je na to odgovorio:
1885., na mjestu što ga je predaja označavala kao mjesto mučeništva Aleksandrova, nađeno je polupodzemno groblje svetih mučenika Aleksandra, Eventola i Teodola. Prema nekim arheolozima, ovaj Aleksandar bio bi papa, a ovaj drevni grob bio bi mjesto njegova mučeništva. Ima, međutim, i stručnjaka koji nisu za poistovjećivanje ovog Aleksandra s papom (Duchesne), te tvrde da je do poistovjećivanja došlo tek u 4. stoljeću. Drži se da su njegove relikvije 834. prenijete u Freising u Bavarskoj. U Rimokatoličkoj Crkvi spomendan mu je 3. svibnja.